# Nieuw-Zeeland op het wereldkampioenschap voetbal 2010
Nieuw-Zeeland was een van de deelnemende landen aan het wereldkampioenschap voetbal 2010 in Zuid-Afrika. Het was de tweede deelname van Nieuw-Zeeland na eerder in 1982 te hebben deelgenomen.

## Oefeninterlands
Nieuw-Zeeland speelde vier oefeninterlands in de aanloop naar het WK voetbal in Zuid-Afrika.

|                                                   |                                    |       |               |                                                                             |
| 4 maart 2010 Vriendschappelijk «onderlinge duels» | Mexico                             | 2 – 0 | Nieuw-Zeeland | Rose Bowl, Pasadena Toeschouwers: 90.526 Scheidsrechter: Jair Marrufo (USA) |
| 4 maart 2010 Vriendschappelijk «onderlinge duels» | Carlos Salcido 53' Carlos Vela 57' |       |               | Rose Bowl, Pasadena Toeschouwers: 90.526 Scheidsrechter: Jair Marrufo (USA) |

|                                                  |                                    |       |                  |                                                                                                |
| 24 mei 2010 Vriendschappelijk «onderlinge duels» | Australië                          | 2 – 1 | Nieuw-Zeeland    | Melbourne Cricket Ground, Melbourne Toeschouwers: 55.659 Scheidsrechter: Ricardo Salazar (USA) |
| 24 mei 2010 Vriendschappelijk «onderlinge duels» | Dario Vidošić 57' Brett Holman 90' |       | 16' Chris Killen | Melbourne Cricket Ground, Melbourne Toeschouwers: 55.659 Scheidsrechter: Ricardo Salazar (USA) |

|                                                            |                  |       |        |                                                                                  |
| 29 mei 2010 Vriendschappelijk «onderlinge duels» 17:15 uur | Nieuw-Zeeland    | 1 – 0 | Servië | Hypo-Arena, Klagenfurt Toeschouwers: 14.000 Scheidsrechter: Oliver Drachta (AUT) |
| 29 mei 2010 Vriendschappelijk «onderlinge duels» 17:15 uur | Shane Smeltz 22' |       |        | Hypo-Arena, Klagenfurt Toeschouwers: 14.000 Scheidsrechter: Oliver Drachta (AUT) |

|                                                            |                                                              |       |                 |                                                                                           |
| 4 juni 2010 Vriendschappelijk «onderlinge duels» 20:45 uur | Slovenië                                                     | 3 – 1 | Nieuw-Zeeland   | Ljudski vrt Stadion, Maribor Toeschouwers: 10.965 Scheidsrechter: Anastasios Kakkos (GRE) |
| 4 juni 2010 Vriendschappelijk «onderlinge duels» 20:45 uur | Milivoje Novakovič 7' Milivoje Novakovič 30' Andraž Kirm 44' |       | 20' Rory Fallon | Ljudski vrt Stadion, Maribor Toeschouwers: 10.965 Scheidsrechter: Anastasios Kakkos (GRE) |

## Selectie
| Keepers       |                    |                         |
| 23            | James Bannatyne    | Team Wellington         |
| 12            | Glen Moss          | Melbourne Victory       |
| 1             | Mark Paston        | Wellington Phoenix FC   |
| Verdedigers   |                    |                         |
| 18            | Andrew Boyens      | Red Bull New York       |
| 3             | Tony Lochhead      | Wellington Phoenix FC   |
| 6             | Ryan Nelsen        | Blackburn Rovers FC     |
| 4             | Winston Reid       | FC Midtjylland          |
| 2             | Ben Sigmund        | Wellington Phoenix FC   |
| 19            | Tommy Smith        | Ipswich Town FC         |
| 5             | Ivan Vicelich      | Auckland City FC        |
| Middenvelders |                    |                         |
| 13            | Andrew Barron      | Team Wellington         |
| 11            | Leo Bertos         | Wellington Phoenix FC   |
| 8             | Tim Brown          | Wellington Phoenix FC   |
| 21            | Jeremy Christie    | Tampa Bay Rowdies       |
| 16            | Aaron Clapham      | Canterbury United       |
| 7             | Simon Elliott      | Geen                    |
| 15            | Michael McGlinchey | Motherwell FC           |
| 17            | Dave Mulligan      | Geen                    |
| Aanvallers    |                    |                         |
| 22            | Jeremy Brockie     | Newcastle United Jets   |
| 14            | Rory Fallon        | Plymouth Argyle FC      |
| 10            | Chris Killen       | Middlesbrough FC        |
| 9             | Shane Smeltz       | Gold Coast United FC    |
| 20            | Chris Wood         | West Bromwich Albion FC |
| Bondscoach    |                    |                         |
|               | Ricki Herbert      |                         |

## WK-wedstrijden

### Groep F
|                                           |                    |                  |                   |                                                                                      |
| 15 juni 2010 «onderlinge duels» 13:30 uur | Nieuw-Zeeland      | 1 – 1            | Slowakije         | Royal Bafokeng Stadion, Rustenburg Toeschouwers: 23.871 Scheidsrechter: Jerome Damon |
| 15 juni 2010 «onderlinge duels» 13:30 uur | Winston Reid 90+3' | Wedstrijdverslag | 50' Róbert Vittek | Royal Bafokeng Stadion, Rustenburg Toeschouwers: 23.871 Scheidsrechter: Jerome Damon |

|                                           |                              |                  |                 |                                                                                |
| 20 juni 2010 «onderlinge duels» 16:00 uur | Italië                       | 1 – 1            | Nieuw-Zeeland   | Mbombela Stadion, Nelspruit Toeschouwers: 38.229 Scheidsrechter: Carlos Batres |
| 20 juni 2010 «onderlinge duels» 16:00 uur | Vincenzo Iaquinta 29' (pen.) | Wedstrijdverslag | 7' Shane Smeltz | Mbombela Stadion, Nelspruit Toeschouwers: 38.229 Scheidsrechter: Carlos Batres |

|                                           |                  |       |               |                                                                                       |
| 24 juni 2010 «onderlinge duels» 16:00 uur | Paraguay         | 0 – 0 | Nieuw-Zeeland | Peter Mokaba Stadion, Polokwane Toeschouwers: 34.850 Scheidsrechter: Yuichi Nishimura |
| 24 juni 2010 «onderlinge duels» 16:00 uur | Wedstrijdverslag |       |               | Peter Mokaba Stadion, Polokwane Toeschouwers: 34.850 Scheidsrechter: Yuichi Nishimura |

### Eindstand
| Land          | Wed | Win | Gel | Ver | DV | DT | +/− | Pnt |
| ------------- | --- | --- | --- | --- | -- | -- | --- | --- |
| Paraguay      | 3   | 1   | 2   | 0   | 3  | 1  | 2   | 5   |
| Slowakije     | 3   | 1   | 1   | 1   | 4  | 5  | −1  | 4   |
| Nieuw-Zeeland | 3   | 0   | 3   | 0   | 2  | 2  | 0   | 3   |
| Italië        | 3   | 0   | 2   | 1   | 4  | 5  | −1  | 2   |

NZF · A-internationals · Bondscoaches · Statistieken · N-Zeelands vrouwenelftal · Olympisch elftal · N-Zeeland U21 · N-Zeeland U20 · N-Zeeland U19 · N-Zeeland U18 · N-Zeeland U17
1920 – 1949 ·
1950 – 1959 ·
1960 – 1969 ·
1970 – 1979 ·
1980 – 1989 ·
1990 – 1999 ·
2000 – 2009 ·
2010 – 2019 ·
2020 − 2029
WK 1982 ·
WK 2010
OS 2008 ·
OS 2012 ·
OS 2020
1922 · 
1923 · 
1924 · 
1925–1926 ·
1927 · 
1928–1932 ·
1933 · 
1934–1935 ·
1936 · 
1937 · 
1938–1945 ·
1946 · 
1947 · 
1948 · 
1949–1950 ·
1951 · 
1952 · 
1953 ·
1954 · 
1955 · 
1956 ·
1957 · 
1958 · 
1959 · 
1960 · 
1961 · 
1962 · 
1963 ·
1964 · 
1965–1966 ·
1967 · 
1968 · 
1969 · 
1970 · 
1971 · 
1972 · 
1973 · 
1975 · 
1976 · 
1977 · 
1978 · 
1979 · 
1980 · 
1981 · 
1982 · 
1983 · 
1984 · 
1985 · 
1986 · 
1987 · 
1988 · 
1989 · 
1990 · 
1991 · 
1992 · 
1993 · 
1994 · 
1995 · 
1996 · 
1997 · 
1998 · 
1999 · 
2000 · 
2001 · 
2002 · 
2003 · 
2004 · 
2005 · 
2006 · 
2007 · 
2008 · 
2009 · 
2010 · 
2011 · 
2012 · 
2013 ·
2014 ·
2015 ·
2016 ·
2017 ·
2018 ·
2019 ·
2020 ·
2021 ·
2022 ·
2023 ·
2024
Australië ·
Bahrein ·
Botswana ·
Brazilië ·
Canada ·
Chili ·
China ·
Colombia ·
Congo-Kinshasa ·
Cookeilanden ·
Costa Rica ·
Curaçao ·
Duitsland ·
Egypte ·
El Salvador ·
Engeland ·
Estland ·
Fiji ·
Frankrijk ·
Gambia ·
Georgië ·
Ghana ·
Griekenland ·
Honduras ·
Hongarije ·
Ierland ·
India ·
Indonesië ·
Irak ·
Iran ·
Israël ·
Italië ·
Jamaica ·
Japan ·
Jordanië ·
Kenia ·
Koeweit ·
Libanon ·
Litouwen ·
Maleisië ·
Marokko ·
Mexico ·
Myanmar ·
Nieuw-Caledonië ·
Noord-Ierland ·
Noorwegen ·
Oezbekistan ·
Oman ·
Papoea-Nieuw-Guinea ·
Paraguay ·
Peru ·
Polen ·
Portugal ·
Qatar ·
Rusland ·
Salomonseilanden ·
Samoa ·
Saoedi-Arabië ·
Schotland ·
Servië ·
Singapore ·
Slovenië ·
Slowakije ·
Soedan ·
Sovjet-Unie ·
Spanje ·
Tahiti ·
Taiwan ·
Tanzania ·
Thailand ·
Trinidad en Tobago ·
Tunesië ·
Turkije ·
Uruguay ·
Vanuatu ·
Venezuela ·
Verenigde Arabische Emiraten ·
Verenigde Staten ·
Wales ·
Wit-Rusland ·
Zuid-Afrika ·
Zuid-Korea ·
Zuid-Vietnam ·
Zweden
Italië (2010) ·
Schotland (1982) · 
Slowakije (2010)